# Aeroportul Internațional Kos Island
Aeroportul Internațional Kos Island (IATA: KGS, ICAO: LGKO) este un aeroport din Kos Municipality⁠(d), Kos regional unit⁠(d), Egeea de Sud, Administrația descentralizată a Mării Egee⁠⁠(d), Grecia ce deservește zona Kos. Aeroportul a fost tranzitat în 2022 de 2.790.629 de pasageri. A fost numit după Hippocrate.
Situat la o altitudine de 125 m, aeroportul dispune de 1 pistă. Este operat de Fraport Greece⁠(d).

## Infrastructură

### Piste
Aeroportul dispune de o singură pistă. Pista are orientarea 14/32.